# Clopidogrel
Clopidogrel is het werkzame bestanddeel (prodrug) van onder andere Plavix en DuoPlavin. Het wordt in het lichaam omgezet door cytochroom P450 enzymsystemen waaronder CYP2C19 tot de werkzame thiolmetaboliet. Clopidogrel behoort tot de trombocytenaggregatieremmers. De bloedplaatjes worden door de actieve metaboliet irreversibel geremd. Bloedplaatjes, of trombocyten, zijn zeer kleine bloedbestanddelen, kleiner dan rode of witte bloedcellen, die samenklonteren tijdens de bloedstolling. Door deze samenklontering te voorkomen, verminderen bloedplaatjesaggregatieremmende farmaca de kans op vorming van bloedstolsels (een proces dat trombose wordt genoemd). Clopidogrel wordt ingenomen om het risico op de vorming van bloedstolsels (trombi) in de verkalkte slagaders te voorkomen, een proces dat bekendstaat als atherotrombose, en dat kan leiden tot atherotrombotische complicaties zoals TIA, beroerte, hartaanval of sterfte.

## Indicaties
Clopidogrel wordt voorgeschreven om de vorming van bloedstolsels te helpen voorkomen en om het risico van deze ernstige complicaties te verminderen indien:
- men aan atherotrombose lijdt, én
- men voorheen een hartaanval of beroerte heeft gehad, of een aandoening heeft die bekendstaat als algemeen perifeer vaatlijden of
- men een ernstig type van pijn op de borst hebt gehad, bekend als instabiele angina pectoris. In dit geval zal de arts eveneens acetylsalicylzuur (zie aldaar) voorschrijven.

Voor deze standaard combinatie is er sinds 1 juni 2010 een combinatietablet beschikbaar. Deze tablet, DuoPlavin, bevat 75 mg clopidogrel en 100 mg acetylsalicylzuur.

## Werking
Clopidogrel is een inhibitor van de P2Y12-receptor. Deze receptor wordt geactiveerd door ADP, een molecule die thrombocytenaggregatie stimuleert. Door het inhiberen van wat men de ADP-pathway noemt zijn de bloedplaatjes minder geneigd samen te klitten en daaropvolgend de coagulatiecascade te activeren. Een ander belangrijk pad dat thrombocytenaggregatie stimuleert is de TxA2-pathway, het medicijn acetylsalicylzuur inhibeert deze pathway. Acetylsalicylzuur wordt om die reden vaak samen met ticagrelor of analoge moleculen (thienopyridines) gegeven als "DAPT", oftewel dual anti-platelet therapy.

## Genotypering
Op 12 maart 2010 beval de FDA CYP2C19 genotypering aan, voorafgaande aan het voorschrijven van dit geneesmiddel. Dit omdat 2 tot 14% van de Amerikanen een genetisch defect heeft in dit enzym dat verantwoordelijk is voor de omzetting van clopidogrel in de actieve stof. In een gezaghebbend artikel uit 2011 in het blad Journal of the American Medical Association werd deze vrij dwingende aanbeveling weer in twijfel getrokken. Ook de interactie met protonpompremmers speelt hierbij een rol.

## Waarschuwing na registratie
Op 30 augustus 2013 moest de fabrikant Sanofi-Aventis een waarschuwingsbrief doen uitgaan wegens het optreden na gebruik van verworven hemofilie. "Als de geïsoleerde geactiveerde partiële tromboplastinetijd (aPTT) verlengd is, met of zonder bloeding, moet er rekening worden gehouden met verworven hemofilie."